# 張清照
張清照（1963年2月7日—），中華民國政治人物，出生于臺中市，中國國民黨籍，現任臺中市議會議長，為前台中市議會議長張清堂之弟。現為台中市議會第四屆議長。

## 外部連結
- 臺中市議會議長張清照介紹 （页面存档备份，存于）
- 臺中市議長張清照粉絲專頁